# کوتاه‌اسکله

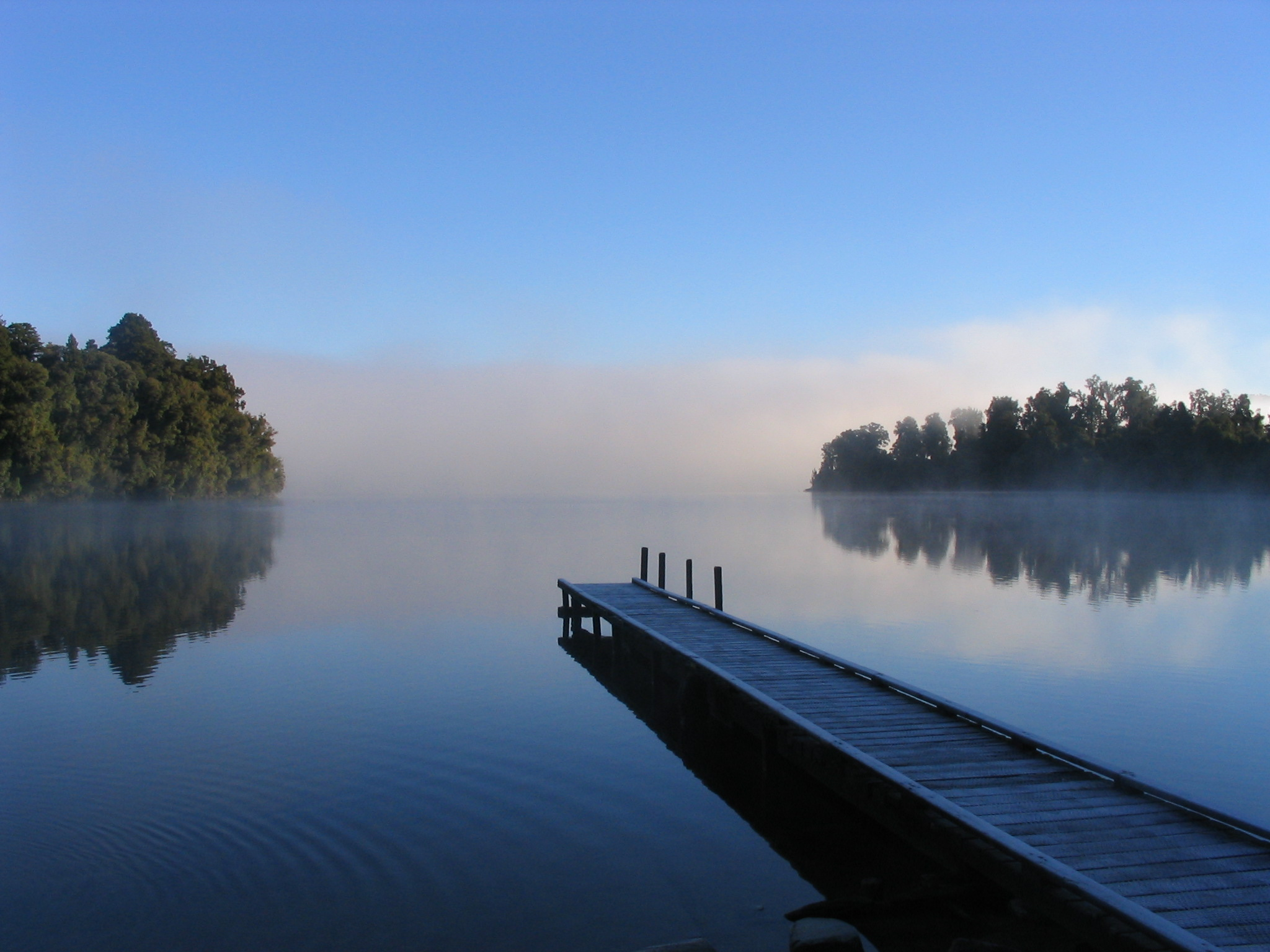
یک کوتاه‌اسکله در نیوزیلند

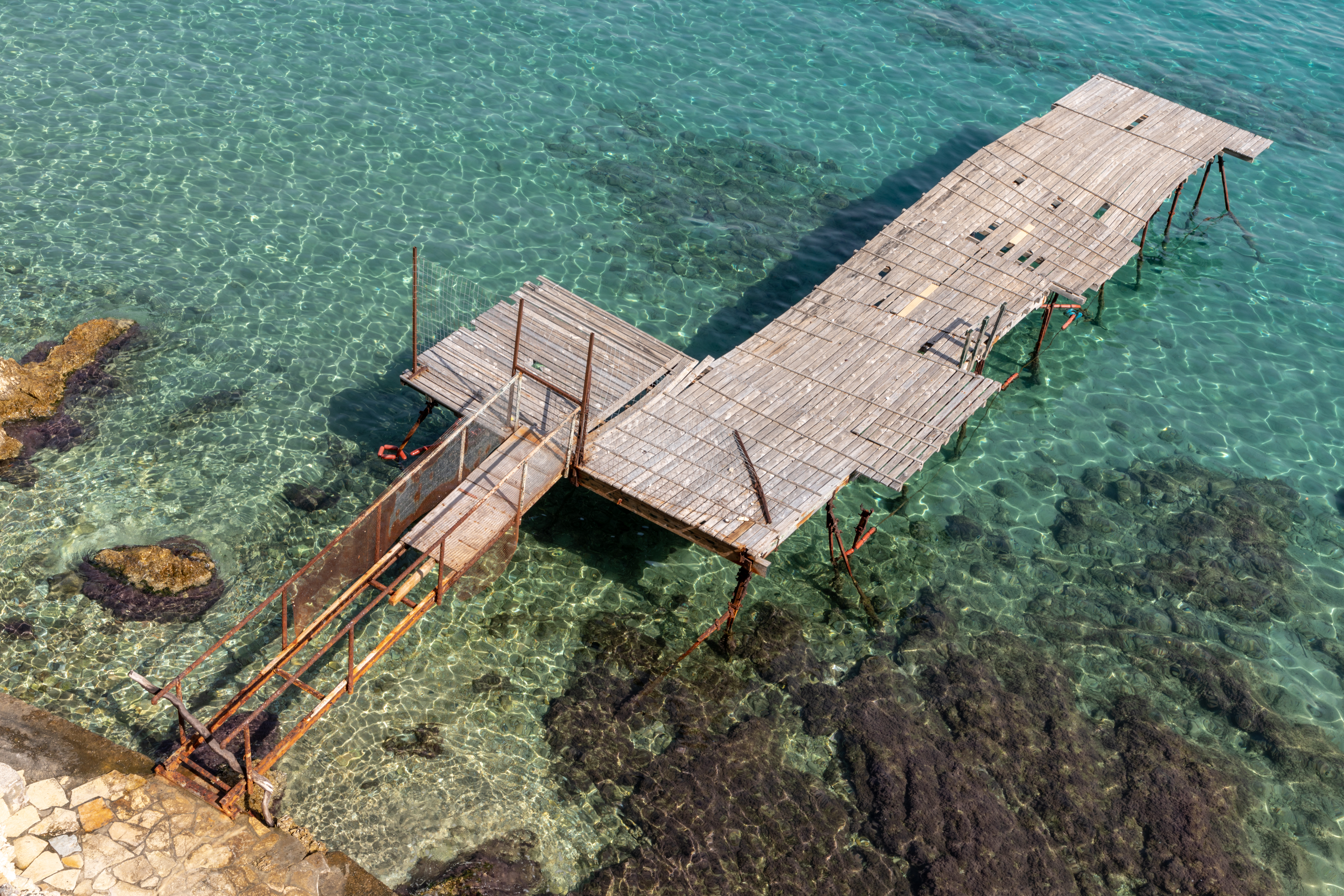
نگاره‌ای از یک کوتاه‌اِسکلهٔ چوبی در شهر کورفو، یونان.

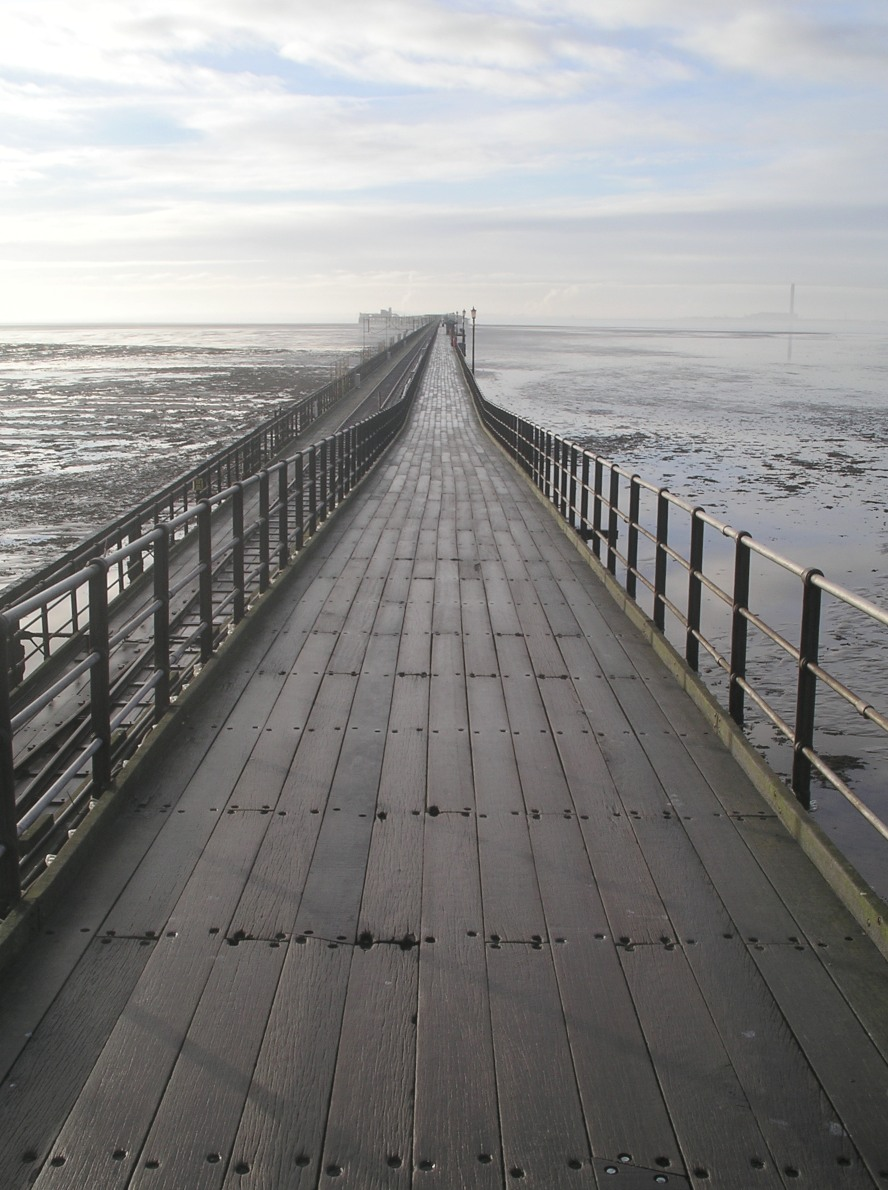
کوتاه‌اسکله جنوبی بلندترین کوتاه‌اسکلهٔ دنیا با ۲۱۵۸ متر طول

کوتاه‌اسکله (به انگلیسی: pier) به یک اسکله گفته می‌شود که شامل پیاده‌رو و ستون‌ها یا پایه‌ها و سازه‌های پشتیبانش می‌باشد. کوتاه‌اسکله‌ها دارای انواع مختلفی هستند که گاهی سازه‌های سبک مانند کوتاه‌اسکله‌های چوبی یا سازه‌های سنگین مانند موج‌شکن‌ها می‌شود که طول آن تا حدود ۱۶۰۰ متر هم می‌رسد.
در بندرگاه‌ها از آنها برای برقراری ارتباط ساحل به بخش‌های پرعمق‌تر دریا یا دریاچه استفاده می‌شود.